# 砂川分水
砂川分水（すながわぶんすい）は、玉川上水の分水路である。玉川上水の水量減少や氾濫の原因になることから、分水は認められることはまれであったが、水不足に悩む砂川村民の願いより認められ、明暦年間（1655年 - 1657年）に完成した。用水完成により砂川村ではクワの生産による製糸業や製茶業、ウドの生産など、賑わいを見せ、新田村落として栄えていった。

## 歴史
砂川村の発祥は、1627年（寛永4年）にさかのぼる。砂川村は現在の砂川三番・四番付近に流れていた旧残堀川付近から開拓が進んだ。ただし、もともと武蔵野台地の水利の乏しい土地柄であり、強風のために家の中まで赤土が入り込むため、「神棚にごぼうの種をまけば作物が育つ」と形容されたほどであった。
砂川分水は、玉川上水開削から3年後の1657年（明暦3年）に開削された。これは、最多の時期で33存在したという玉川上水の分水中でも比較的早くに開削されたものである。
長さは約一里で、砂川村のみで使用していた。
1870年（明治3年）の分水口改正（統合）により取水口は、立川市と昭島市との市境に近い松中橋に翌年、場所が移された。立川市、国分寺市、小平市、小金井市、武蔵野市、三鷹市、調布市を流域とする。この統合により砂川分水に限らない多くの取水口を統合したことから、「砂川用水」ともいわれる。
平坦で山や谷などの障害のない地形のため、流路は五日市街道沿いに直線的に流れていた。往古の川幅は6尺（約182センチメートル）あり、水量も豊富であった。
砂川用水沿いには、数多くの水車が存在した。傾斜がある土地では坂を利用して出力の大きい水車を作ることができたし、平地では落差を設けるなど工夫をして水車を動かした。
1876年（明治9年）頃の記録によれば、川幅は約1.2メートルあり、約6,390メートルの距離があった。砂川村では大正初期、この用水を利用して村営の水力発電所を造る計画が存在した。1914年（大正3年）10月26日に村議会がこの計画を承認したものの、結局実現しないままで終わっている。これはすでに既存の電気事業者が進出してきたためであった。
後に道路拡幅などによって、開渠部分が漸減していった。1958年（昭和33年）の記録では、約26キロメートルの長さになっていた。立川市内の分水は、昭島市との境界付近から天王橋までは遊歩道として利用され、開渠部分は立川市内では玉川上水付近（砂川三番付近）のごく一部が残っている。五日市街道沿いの流路は1960年代には歩道となって水路を見ることができなくなっている。

## 流域・ルート
1653年（承応3年）の開削当初の取水口は現在の稲荷橋上手（東京都立川市一番町4丁目3番地）にあったが、1871年（明治3年）に一番町2丁目の松中橋上手に移動した。天王橋より五日市街道に沿う農家の庭先を延々と流下し関野橋より南下し水路の上を横断し、小金井の畑地を通り中央本線を境変電所付近で横断し、小金井市、三鷹市を通り、三鷹市野崎より調布市、深大寺、金子の水田の灌漑用水として引水される。全長は20.05キロメートルで、そのうち開渠部は8.01キロメートルで40パーセント、暗渠部は12.05キロメートルで60パーセントである。

## 利用・周辺の生活
農業用水、生活用水として使われた。
生活用水としては、明治10年代初めの砂川村では、450軒、2925人が砂川用水を飲料や生活用水として利用した。
昭和初期の砂川七番組では、朝の洗顔、米をとぐこと、風呂や洗濯にも砂川分水の水を使っていたという。分水を汚さないよう注意し、村をあげての川さらいを行っていた。一方、分水に落ちる事故も多かった。
昭和30年頃に、砂川地区では井戸や簡易水道が普及し、生活用水としての利用が減少した。同時に五日市街道の交通量が増加して、通行の安全をはかるために、砂川分水は暗渠化されていった
農業用水としては、分水口が統合された明治4年に、砂川村に4本の田用水が引かれた。作られた水田は多くはなく、明治10年代はじめに耕地の0.7％、明治31年にその1.6倍である。余った田用水は、他の分水や、東京市、甲武鉄道に譲渡した。甲武鉄道への譲渡は、立川駅舎を北に向けて作ることを条件にしたといわれている